# こくふ交流センター
こくふ交流センター（こくふこうりゅうセンター）とは、岐阜県高山市にある多目的施設。文化交流・図書館・行政・防災などの機能を備えたコミュニティ複合施設で、2011年（平成23年）7月1日にオープンした。
小規模ながら音響に優れた“さくらホール”では、こけら落としとして荘村清志と錦織健のデュオコンサートが行われたほか、グレン・ミラー・オーケストラのコンサートや、たむらぱんの凱旋ライブなどが開催された。

## 主な施設
さくらホール
永田音響設計のコンピュータシミュレーションを用いた最新鋭の音響設計により優れた音響効果を有する文化ホールで、クラシックなどの音楽コンサートや演劇など多目的に利用できる。客席は600席。
図書館
2万8千冊が収蔵可能な図書館。高山市図書館国府分館となる。
市役所支所
高山市役所の国府支所。
国府公民館
多目的室、研修室など。

## 概要
開館時間
- 9：00 - 21：30

休館日
- 第2・第4月曜日
- 祝日の翌日（第2・第4月曜の場合はその翌日）
- 年末年始（12月29日 - 翌年1月3日）

駐車場
- 87台

自販機
- あり

## 所在地
- 岐阜県高山市国府町広瀬町880番地1

## アクセス
- 高山本線飛騨国府駅下車すぐ
- 高山本線高山駅前高山濃飛バスセンターよりバス乗車20分。『国府駅前』停留所下車すぐ
- 中部縦貫自動車道・高山ICより富山方面へ車で20分

## 周辺
- JR飛騨国府駅
- 高山北商工会本所
- JAひだ国府支店